# Noyan (mongoli)
Noyan è stato un titolo onorifico centro-asiatico per indicare leader turchi civili e militari di nobile ascendenza dei vari Khanati dell'area, derivante dal sostantivo "oyon", usato per indicare una persona dotata di autorevolezza e autorità nell'Impero mongolo. 
 Oggi Noyan viene adoperato come nome o soprannome in Turchia e un po' in tutta l'Asia centrale, per indicare un "comandante in capo", un "Signore" o un "Protettore".

## Impero mongolo
Inizialmente, Noyon fu un titolo per il capo di una comunità nomade mongola che, in tempo di guerra, ricopriva la funzione di comandante militare negli eserciti di Genghis Khan. Il termine "Noyon", fu applicato ai capi dei Tumen e dei Mingghan (unità militari composte da 10 000 e 1 000 capifamiglia rispettivamente, ognuno dei quali con un guerriero reclutato). Durante le conquiste, i Noyon usavano ricevere territori in amministrazione, diventando così di fatto aristocratici. Nella scala sociale, i Noyons erano al di sopra dei normali Mongoli, ma al di sotto dei discendenti di Genghis Khan. Erano talora chiamati "Emiri" o bey nell'Ulus di Joci e nell'Ilkhanato, come pure nel Khanato Chagatai, mentre gli archivi Yuan lo usavano come equivalente di guanren, visto che il loro dovere principale era quello di condurre la guerra. 
Di norma "Noyon" seguiva al nome proprio, al pari di "Khan" o "Bey".

## Dinastia Qing
La dinastia Qing, che governò la Mongolia dal 1694 al 1911, affidò il governo in Mongolia ai discendenti di Gengis Khan, che erano anche chiamati Noyon. Il termine Noyon in quest'epoca, divenne equivalente di aristocratico, dal momento che la Mongolia era per lo più in pace. Dopo il 1921, la parola Darga (capo) sostituì Noyon per i funzionari.

## Mongolia moderna
Nella lingua mongola moderna, il sostantivo è usato nel senso di "Signore" ("Sign.").

## Noyon di spicco
- Baiju
- Chormagan
- Jebe
- Subedei